# Typha
Typha (Papură) este singurul gen taxonomic din familia Typhaceae, ordinul Poales. Genul cuprinde ca. 8 - 13 specii, unii botaniști includ aici și speciile din genul Sparganium. Plantele din această categorie sunt plante acvatice care trăiesc în regiuni umede, de mlaștină. Caracteristica acestor plante este forma tubulară a inflorescenței.

### Specii
Genul Typha cuprinde ca. 27 de specii:
- Typha albida Riedl
- Typha alekseevii Mavrodiev
- Typha angustifolia L.
- Typha azerbaijanensis Hamdi & Assadi
- Typha capensis (Rohrb.) N.E.Br.
- Typha caspica Pobed.
- Typha changbaiensis M.Jiang Wu & Y.T.Zhao
- Typha davidiana (Kronf.) Hand.-Mazz.
- Typha domingensis Pers.
- Typha elephantina Roxb.
- Typha grossheimii Pobed.
- Typha joannis Mavrodiev
- Typha kalatensis Assadi & Hamdi
- Typha latifolia L.
- Typha laxmannii Lepech.
- Typha lugdunensis P.Chabert
- Typha minima Funck
- Typha orientalis C.Presl
- Typha persica Ghahr. & Sanei
- Typha przewalskii Skvortsov
- Typha shuttleworthii W.D.J.Koch & Sond.
- Typha sistanica De Marco & Dinelli
- Typha subulata Crespo & Pérez-Mor.
- Typha tichomirovii Mavrodiev
- Typha turcomanica Pobed.
- Typha tzvelevii Mavrodiev
- Typha valentinii Mavrodiev

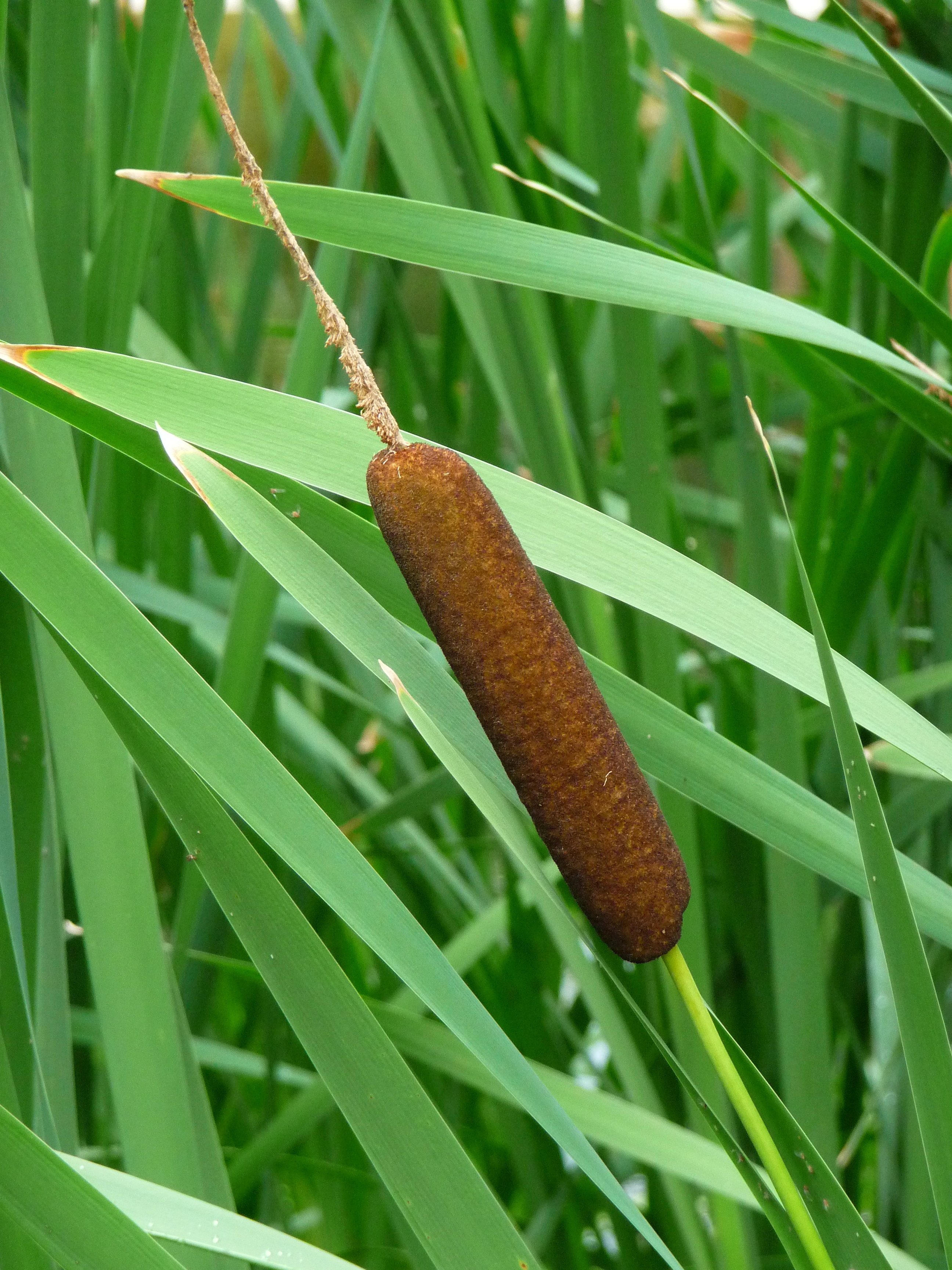
Typha latifolia
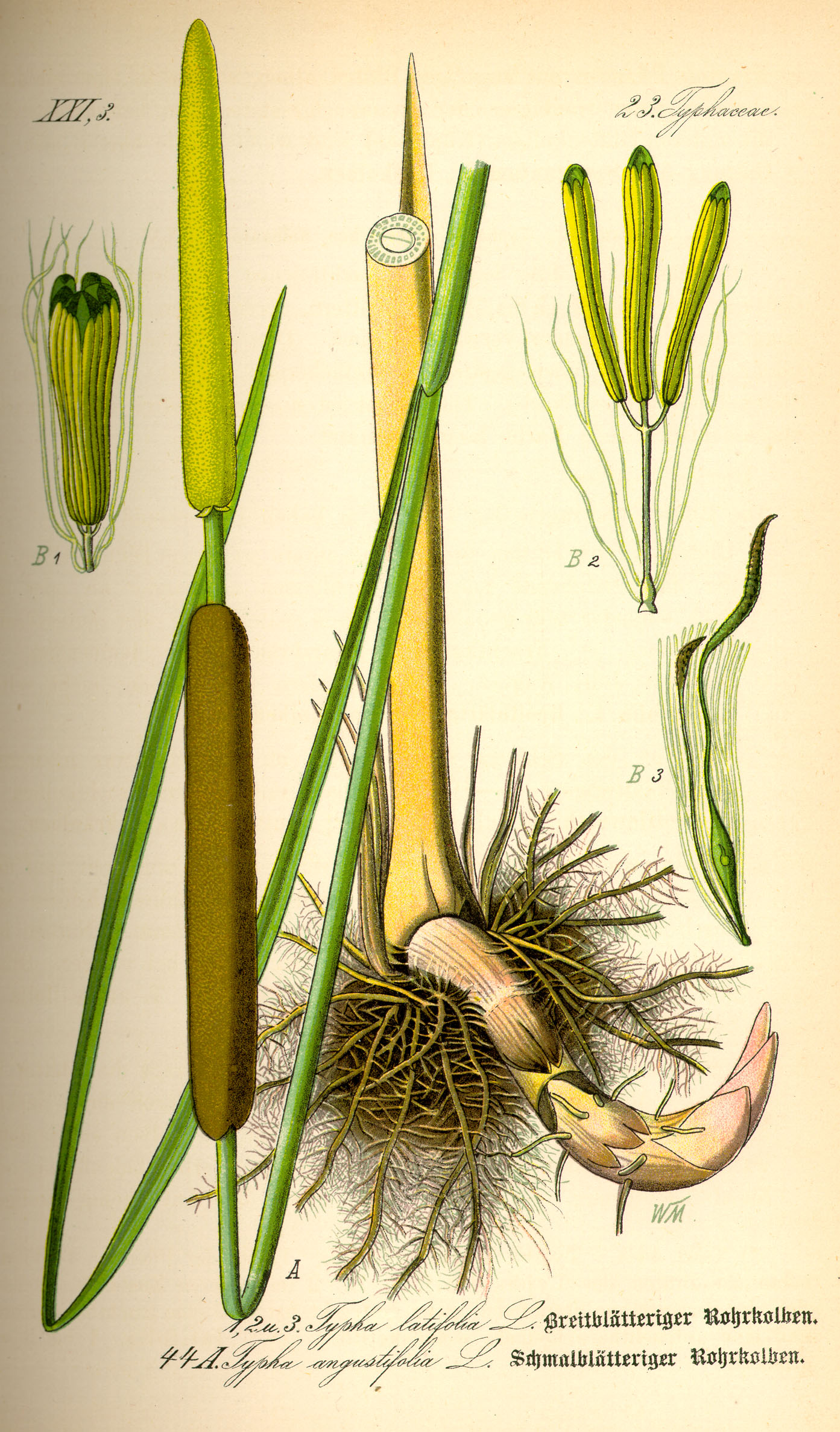
Typha latifolia